# 江東区立第三亀戸中学校
江東区立第三亀戸中学校（こうとうくりつだいさんかめいどちゅうがっこう）は、東京都江東区亀戸1丁目にある公立中学校。

## 沿革
- 1961年4月7日 第一亀戸小学校仮校舎にて授業開始
- 1961年10月20日 第一亀戸小学校より新校舎へ移転、開校記念日設定
- 1962年10月12日 校旗制定
- 1990年12月25日 新校舎へ移転

## 所在地
〒136-0071 東京都江東区亀戸1丁目12番10号

## 著名な出身者
- 泉真生（柔道選手）
- 西村冴太郎（YouTuber、ムーマル『こた』）